# فرانكلين ميرفي
فرانكلين ميرفي (بالإنجليزية: Franklin Murphy)‏ هو سياسي أمريكي، ولد في 3 يناير 1846 في جيرسي سيتي في الولايات المتحدة، وتوفي في 24 فبراير 1920 في بالم بيتش في الولايات المتحدة. حزبياً، نشط في الحزب الجمهوري. وقد انتخب عضو جمعية نيوجيرسي العامة وانتخب حاكم نيو جيرسي ‏ (21 يناير 1902 – 17 يناير 1905).